# Lasianthaea aurea
Lasianthaea aurea là một loài thực vật có hoa trong họ Cúc. Loài này được (D.Don) K.M.Becker mô tả khoa học đầu tiên năm 1979.